# Trypanaresta flava
Trypanaresta flava es una especie de insecto del género Trypanaresta de la familia Tephritidae del orden Diptera.

## Historia
Adams la describió científicamente por primera vez en el año 1904.